# Miles Away
„Miles Away“ je třetí a závěrečný singl z jedenáctého studiového alba americké zpěvačky Madonny pojmenovaného Hard Candy. V červnu 2008 byl nejdříve uvolněn v Japonsku jako propagační titul, když se objevil v japonském televizním seriálu Change, produkovaném televizí Fuji.
Nakladatelství Warner Bros. Records jej pak vydalo 17. října 2008. Následně se objevil na kompilační nahrávce Celebration (2009). Autory písně se stali Madonna, Justin Timberlake, Timbaland a producent Nate „Danja“ Hills. Jedná se o melancholickou elektrobaladu, která má podle zpěvačky autobiografický obsah, když byla inspirována jejím tehdejším manželem Guyem Ritchiem.

## Umístění
| Hitparáda      | Umístění |
| -------------- | -------- |
| Španělsko      | 1.       |
| Česko          | 5.       |
| Kanada         | 28.      |
| Německo        | 11.      |
| Velká Británie | 39.      |